# Общественные бани Новосибирска
Общественные бани появились в Новосибирске в начале 1900-х годов.

## История

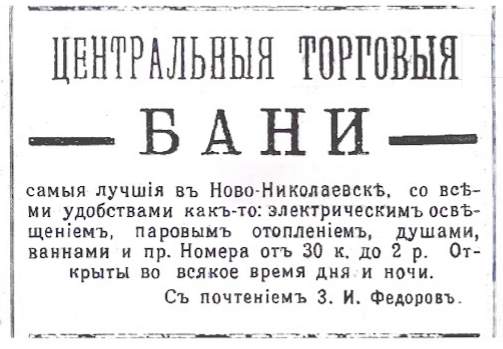
Реклама бани Фёдорова в газете «Обская жизнь», 1910 год.

### Период Российской империи
Первая общественная баня города появилась приблизительно в 1904 году рядом с казармами военно-остановочного пункта на пересечении Тоннельного спуска с Владимировской улицей и использовалась преимущественно военным и железнодорожным ведомствами. Вода поступала с одной из водонапорных башен города. В учреждении были офицерские и солдатские отделения, а также прачечная. Примерно в этот же период открылась баня Старова на участке 19-го квартала Вокзальной части (современный адрес — улица Омская, 1), первым владельцем был Старов, впоследствии заведение принадлежало Шаапу.

В 1907 году Зиновий Фёдоров подаёт городскому управлению прошение о возведении зданий на принадлежавших ему земельных участках:
Честь имею просить… выдать мне разрешение на право производства постройки жилых кирпичных домов и служб к ним на моих местах, находящихся по Кабинетской и Вагановской улицам, места 1-е и 12-е, квартал 99-й. При сём прилагаю чертёж постройки и квитанции от управления Кабинета Его Императорского Величества Алтайского округа за N 945-й и 946-й.
16 апреля 1907 года его просьба была удовлетворена, после чего он занял деньги у новониколаевского предпринимателя Луканина и построил деревянные бани. Вода добывалась из собственных колодцев, а слив шёл в озеро. В мае 1909 года Фёдоров соорудил для помывочного учреждения новое капитальное здание.

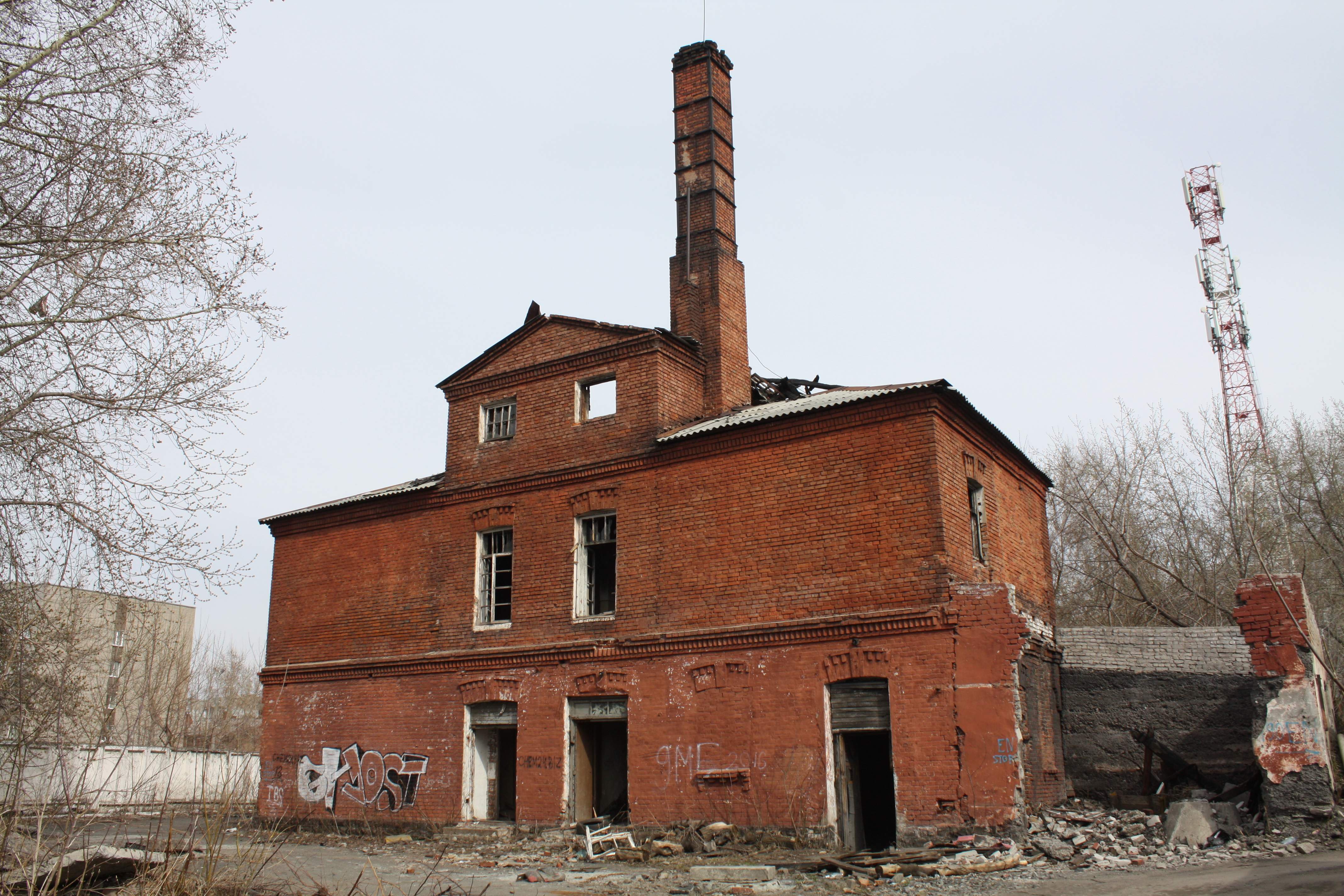
Офицерская и солдатская баня на территории Военного городка.

По данным сборника «Вся Россия» 1911 года, в городе работали бани Фёдорова (Центральная) и Старова, эти же заведения указаны в «Справочнике по городу Новониколаевску 1912 года». Упоминается ещё одна баня на Казанской улице в Закаменской части (улица Декабристов, 92).
В газетах 1917 года вместе с Фёдоровскими встречаются и реклама других бань: Пастухова, Князева, а также Московские, каменное двухэтажное здание которых располагалось на Гудимовской улице и было разрушено уже после Великой Отечественной войны во время расширения управления госбезопасности.

### Советский период

#### Гражданской война и период НЭПа
Зимой 1919—1920 года работа бань была практически остановлена, из-за чего в городе начал массово распространяться педикулёз, спровоцировавший эпидемию тифа. Чрезвычайная комиссия по борьбе с тифом агитировала людей чаще мыться и производить смену белья, однако у жителей города не было возможности даже постирать свою одежду.
С приходом советской власти число общественных бань Новониколаевска сократилось. Они были национализированы и 5 января 1920 года отошли под управление городского коммунального хозяйства. Баня Шаапа получила № 1, Фёдоровская — № 2, небольшой бане на Стевенской улице, принадлежавшей ранее купцу Князеву, присвоили № 3, бывшей «Московской» на Гудимовской — № 4. В этот период городские бани находились в аварийном состоянии. Кроме того, ощущался недостаток банного инвентаря.
В 1921 году эпидемия пошла на убыль, однако горожане столкнулись с новой проблемой — отсутствием мыла, забранированного городской властью на случай очередного массового распространения тифа.
В начале 1920-х годов бани работали с перебоями. Лучшей из них по-прежнему считалась Фёдоровская, тем не менее из 24 номеров этого учреждения действовали только 14, а проводившиеся дезинфекции занимали много времени. Пропускная способность сокращалась. При этом гражданское население могло пользоваться услугами лишь один или два дня в неделю. Здесь же по отдельному графику приходилось мыться служащим Военного городка, так как для двух гарнизонных бань не хватало топлива. Однако даже в это сложное время в Фёдоровской трудились банщики с баншицами. Работа бани № 3 была убыточной из-за плохо отапливаемых печей, отсутствия собственного колодца, а также недостатка тепла и пара. Баня № 4 сокращала работу по причине перемерзания труб и плохого снабжения водой и сухими дровами.
В середине 1920-х появились небольшие частные бани, которые, впрочем, не пользовались популярностью среди горожан из-за их неудовлетворительного санитарного состояния. Предпочтение отдавалось государственным заведениям, куда приходилось за 2—3 версты ходить жителям окраин, которые рисковали простыть при выходе из натопленного банного помещения в холод. Кроме того, в середине 1920-х годов в некоторых районах города, например, в Ипподромском, бани вообще отсутствовали.

Закаменские бани № 3. После 1926 года.

В августе 1925 года газета «Советская Сибирь» писала о недофинансировании и задержке строительства бани в Закаменской части на Будаговской улице. Строительные работы продолжались и в 1926 году. После её открытия пресса писала, что баня работает в убыток. В течение 15 часов её работы все четыре номера были постоянно заняты. Особенно много людей приходило в субботу. Помывка здесь стоила всего 10 копеек, тогда как посещение других бань города обходилось в 30 копеек.
Несмотря на то, что в банном хозяйстве середины 1920-х годов появились изменения в лучшую сторону, утрата некоторых особенностей дореволюционного быта создавало для посетителей бань целый ряд неудобств и травмоопасных ситуаций. Например, стекло керосиновых ламп в бане на Новониколаевской станции регулярно лопалось из-за попадавших на него капель воды. Аналогичные случаи происходили и в лучшей городской бане № 2, где зимой 1925 года к тому же происходили перебои в подаче электричества. Случались и курьёзные ситуации, как летом 1926 года, когда в бане на Андреевской площади работники учреждения из-за сильной жары открыли дверь и окна, в результате чего с улицы можно было наблюдать обнажённых женщин.
В 1927 году введена в эксплуатацию баня на Ядринцевской улице с ежедневной пропускной способностью до 500 человек и душевыми кабинами.
В 1928 году в городе образовалась самостоятельная хозяйственная единица — банно-прачечный трест.

#### 1930-е годы
В 1930-х годах происходили некоторые перемены в сфере санитарно-гигиенической культуры и банного хозяйства Новосибирска. Частные бани были ликвидированы, зато постепенно увеличивалось количество коммунальных бань (их число колебалось от 3 до 7 учреждений в течение всего десятилетия). Действовали также и ведомственные бани, но их пропускная способность была небольшой. В 1932 году в городе работало 14 заведений этого типа, обслуживавших немногим более 300 человек в день. Они оказывали услуги исключительно сотрудникам ведомственных предприятий, и только две бани — Горздрава и железнодорожная — иногда обслуживали и обычных жителей.
К 1935 году «культурно-бытовое положение» в банях улучшилось, в свою очередь, трест стал даже перевыполнять задачи по пропускной способности. В 1936 году действовало уже 7 бань, которые могли в совокупности обслуживать 861 человек ежедневно. В этот период санитарные условия стали заметно лучше, к тому же появилась возможность обработать вещи обжаркой, посетить буфет, парикмахерскую, а также принять ванну.
В 1930-х годах были устроены номера с разной степенью комфорта: обычные или улучшенные, с ванной или без неё. Посещение более комфортабельных номеров стоило в 10 раз дороже, чем мытьё в общем отделении. В новых же небольших банях отдельные номера отсутствовали. Кроме того, по-прежнему собирались очереди.
Помывочные заведения распределялись по районам неравномерно. На рубеже 1920-х и 1930-х годов после присоединения к Новосибирску новых территорий его окраины оказались слабо обеспечены банями, собственные же были не у каждого, к тому же, по воспоминаниям сторожил, для некоторых топка бани была затратной. Жители Усть-Ини посещали коммунальные бани, включённые в трест ещё в 1928 году: № 3 (ул. Большевистская, 49) и № 7 (угол Никитина и Большевистской). Баня № 3 долгое время была закрыта и открылась только в 1937 году. В ней разместились буфет и парикмахерская, также можно было принять ванну и воспользоваться улучшенными мужским и женским отделениями. Ещё ближе к этой деревне располагалась баня на улице Никитина с обычными общими и мало удобными мужскими и женскими отделениями и дезокамерой.
На территории строившегося соцгорода Сибкомбайна также появилась баня, которую могли посещать бывшие крестьяне левобережья и строители завода. Тем не менее, по данным справочников, обеспеченность окраин банями была значительно хуже центральной части города.
В целом в это десятилетие так и не были устранены проблемы по части организации в городе помывочных учреждений. Помимо небольшого числа самих бань продолжали возникать и более мелкие неприятности: всё также ощущался дефицит инвентаря; например, в 1937 году «Советская Сибирь» рассказывала о так называемых «вениках зимней заготовки», представлявших собой мётла; нормальной работе мешали и перегруженность водопровода, сбои в подаче холодной и горячей воды, перевод некоторых бань на использование местных водокачек.

#### Послевоенное время
В 1952 году при сооружении Октябрьского моста практически полностью была разрушена Закаменская баня. Однако некоторое время сохранялась её северная часть, где вплоть до осени 1955 года мылись мостостроители. Впрочем, полностью здание так и не было разрушено, и в настоящее время над ним расположена насыпь мостового въезда.
В 1980-х годах коммунальные бани вместе с прачечными стали частью ПО банно-прачечного хозяйства «Сибирячка», в его состав вошли 25 бань и четыре прачечных организации.

### Российский период
В 1990-х годах небольшие сауны стали пользоваться бо̀льшим спросом, чем общественные помывочные.
В 2010-х годах была разрушена Фёдоровская баня. Сначала в 2011 году муниципалитет передал здание по договору концессии частной фирме, в результате учреждение было закрыто для реконструкции. Однако восстановительные работы так и не начались. В качестве причины отказа от ремонта указывалось недопустимое состояние конструкций. Затем строение перешло к этому же инвестору, правда уже через инвестиционный договор. Часть площади бани сохранилась за муниципалитетом. В сентябре 2013 года начался снос сооружения, а затем на его месте началось строительство объекта с тем же названием. Учреждение планировали ввести в эксплуатацию в 2015 году, однако лишь 27 августа 2019 года состоялось его техническое открытие.
В 2015 году закрылась на ремонт и баня № 8 на Каменской улице. Реконструкцию проводила выигравшая концессионный конкурс компания «Сандуны Новосибирск». В 2018 году заведение было открыто, тем не менее уже на следующей неделе его эксплуатация была приостоновлена Центральным районным судом Новосибирска из-за ряда незавершённых работ.